# Edgar Bastidas
Edgar Bastidas (nacido en Caracas, Venezuela en 1969) es un tenor lírico spinto. Se inició en el canto integrando diferentes coros de la ciudad capital siendo solista de los mismos.
Las características más resaltantes son su timbre vocal, la dicción, la potencia y proyección de su voz destacando sus agudos. Recibió una beca para ir a estudiar en la Unión Soviética donde se inicia en la ópera.

## Carrera
Estudió en el instituto musical Mijaíl Glinka de la ciudad de Dnipropetrovs'k, en Ucrania, donde realizó estudios de canto con la profesora María E. Markina.
En 1990 recibió el primer premio en el Concurso Serguéi Prokófiev llevado a cabo en la ciudad Severo-Donesk.
Desde 1991 a 1995 estudió en el conservatorio Piotr Ilich Chaikovski de Kiev, en Ucrania, con el profesor Vladimir I. Timohin (ex-solista del Teatro Bolshói de Moscú y ex-solista del Teatro de la Ópera y Ballet de Kiev).
En el Estudio de la ópera del mismo conservatorio inició su carrera como solista, interpretando papeles líderes tales como Lenski en la ópera “Eugenio Oneguin”, Alfredo en “La Traviata”, Almaviva en “El barbero de Sevilla” y Duca di Mantova de “Rigoletto”.
Desde 1995 a 1997 es solista permanente en el teatro estatal de Košice (Štátne Divadlo Košice) en Eslovaquia, interpretando así papeles líderes tales como Almaviva, Nemorino, Gringoire y Alfredo.
Ha realizado presentaciones con orquestas sinfónicas nacionales europeas, y ha trabajado con los directores Lev Gorvatenko, Ruslan Doroyivsky, Roman Koffman, Boris Velat, Jan Drietomsky y Pablo Castellanos.
En septiembre de 2006, por vez primera, participa en su país en la Gala Lírica, coproducida por la Fundación Orquesta Filarmónica Nacional y la Fundación Teatro Teresa Carreño, realizada en homenaje al maestro Pedro Liendo. 
Ha realizado presentaciones en teatros europeos: Austria, Suiza, República Checa, Eslovaquia y Ucrania, interpretando los roles de Almaviva, Nemorino, Duca di Mantova, Gringoire y Alfredo.

## Repertorio
Ha interpretado principalmente en óperas de los compositores Rossini, Donizetti, Massenet, Verdi, Gounod, Puccini y Chaikovski.
- Rossini: Il Barbiere di Siviglia (Conte Almaviva)
- Donizetti: L'Elisir d'amore (Nemorino)
- Donizetti: Lucia di Lammermoor (Edgardo)
- Verdi: La Traviata (Alfredo)
- Verdi: Rigoletto (Duque de Mantua)
- Verdi: Macbeth (Macduff)
- Massenet: Werther (Werther)
- Chaikovski: Eugene Oneguin (Lensky)
- Rajmáninov: Aleko (Young Gypsy)
- Mascagni: Cavallería Rusticana (Turiddu )
- Puccini: La Bohème (Rodolfo)
- Puccini: Madama Butterfly (Pinkerton)
- Gounod: Fausto (Fausto)

También ofrece recitales de canciones clásicas españolas, italianas, francesas y rusas.